# Nazionale maschile di rugby a 7 dell'Italia
La nazionale di rugby a 7 maschile dell'Italia è la selezione che rappresenta l'Italia a livello internazionale nel rugby a 7.
Sotto la giurisdizione della Federazione Italiana Rugby, partecipa annualmente alla competizione continentale Rugby Europe Sevens Championship Series organizzata da Rugby Europe che in base al risultato in classifica consente la possibilità di qualificazione alle World Rugby Sevens Challenger Series. In passato, ha partecipato occasionalmente ad alcuni tornei delle World Rugby Sevens Series, 9 in totale, dei quali l'ultima presenza nella stagione 2009-10.
Nel circuito europeo delle Rugby Europe Sevens Championship Series, torneo allora chiamato FIRA-AER Sevens e poi Sevens Grand Prix Series, il miglior risultato è stato il 2º posto raggiunto nel 2004 dopo la sconfitta per 21 a 14 nella finale contro il Portogallo. Successivamente, si annoverano i terzi posti raggiunti negli anni: 2005, 2006 e 2009.
La nazionale italiana ha collezionato tre presenze nella Coppa del Mondo di rugby a 7: 1993, 2005 e 2009; durante l'edizione 2005, disputata ad Hong Kong, si è aggiudicata il Bowl sconfiggendo in finale il Canada per 7-5 grazie a una meta di Benjamin de Jager.
Nel 2014 alle Hong Kong Sevens, nelle World Series Qualifiers, si è vista sfumare la possibilità di accedere alle World Series perdendo la finale promozione contro il Giappone per 26-5.

## Partecipazioni ai principali tornei internazionali

### Coppa del Mondo di rugby a 7
| 1993   | Gironi          | 17°             | 5               | 1               | 4               | 0               |
| 1997   | Non qualificata | Non qualificata | Non qualificata | Non qualificata | Non qualificata | Non qualificata |
| 2001   | Non qualificata | Non qualificata | Non qualificata | Non qualificata | Non qualificata | Non qualificata |
| 2005   | Vincitore bowl  | 17°             | 8               | 3               | 4               | 1               |
| 2009   | Quarti bowl     | 21°             | 4               | 1               | 3               | 0               |
| 2013   | Non qualificata | Non qualificata | Non qualificata | Non qualificata | Non qualificata | Non qualificata |
| 2018   | Non qualificata | Non qualificata | Non qualificata | Non qualificata | Non qualificata | Non qualificata |
| 2022   | Non qualificata | Non qualificata | Non qualificata | Non qualificata | Non qualificata | Non qualificata |
| Totale | Totale          | 3/8             | 17              | 5               | 11              | 1               |

### World Rugby Sevens Challenger Series
| 2020   | 9° posto        | 11              | 6               | 0               | 6               |
| 2022   | Non qualificata | Non qualificata | Non qualificata | Non qualificata | Non qualificata |
| 2023   | 7° posto        | 12              | 4               | 0               | 8               |
| 2024   | Non qualificata | Non qualificata | Non qualificata | Non qualificata | Non qualificata |
| 2025   | Non qualificata | Non qualificata | Non qualificata | Non qualificata | Non qualificata |
| Totale | 2/5             | 12              | 9               | 0               | 14              |

### Sevens Grand Prix Series
| 2002   | Non iscritta | Non iscritta | Non iscritta | Non iscritta | Non iscritta |
| 2003   | Non iscritta | Non iscritta | Non iscritta | Non iscritta | Non iscritta |
| 2004   | 2° posto     | 6            | 5            | 0            | 1            |
| 2005   | 3° posto     | 7            | 4            | 1            | 2            |
| 2006   | 3° posto     | 7            | 5            | 0            | 2            |
| 2007   | 6° posto     | 7            | 3            | 1            | 3            |
| 2008   | 5° posto     | 7            | 5            | 0            | 2            |
| 2009   | 3° posto     | 6            | 2            | 2            | 2            |
| 2010   | 7° posto     | 7            | 2            | 0            | 5            |
| 2011   | 7° posto     | 28           | 13           | 1            | 14           |
| 2012   | 10° posto    | 20           | 8            | 0            | 12           |
| 2013   | 5° posto     | 14           | 5            | 1            | 8            |
| 2014   | 11° posto    | 20           | 8            | 0            | 12           |
| 2015   | 11° posto    | 17           | 4            | 0            | 13           |
| 2016   | 6° posto     | 17           | 8            | 0            | 9            |
| 2017   | 10° posto    | 21           | 8            | 0            | 13           |
| 2018   | 7° posto     | 21           | 8            | 0            | 13           |
| 2019   | 5° posto     | 12           | 5            | 0            | 7            |
| 2021   | 7° posto     | 12           | 4            | 1            | 7            |
| 2022   | 5° posto     | 12           | 6            | 1            | 5            |
| 2023   | 8° posto     | 12           | 5            | 0            | 7            |
| 2024   | 6° posto     | 12           | 5            | 0            | 7            |
| 2025   | 3° posto     | 11           | 6            | 0            | 5            |
| Totale | Totale       | 276          | 119          | 8            | 149          |

## Statistiche

### Testa a testa con altre nazionali
Aggiornato al 29 giugno 2025
| Nazionale            | P   | W   | T  | L   | %W     | PF   | PG    | PD   |
| -------------------- | --- | --- | -- | --- | ------ | ---- | ----- | ---- |
| Andorra              | 6   | 5   | 0  | 1   | 83.33% | 182  | 74    | +108 |
| Argentina            | 9   | 0   | 0  | 9   | 0%     | 36   | 284   | -248 |
| Armenia              | 2   | 2   | 0  | 0   | 100%   | 71   | 0     | +71  |
| Australia            | 5   | 0   | 0  | 5   | 0%     | 39   | 152   | -113 |
| Austria              | 1   | 1   | 0  | 0   | 100%   | 54   | 0     | +54  |
| Azerbaigian          | 1   | 1   | 0  | 0   | 100%   | 57   | 0     | +57  |
| Belgio               | 15  | 11  | 0  | 4   | 73.33% | 246  | 165   | +81  |
| Bosnia ed Erzegovina | 2   | 2   | 0  | 0   | 100%   | 71   | 14    | +57  |
| Botswana             | 1   | 1   | 0  | 0   | 100%   | 45   | 7     | +38  |
| Brasile              | 1   | 1   | 0  | 0   | 100%   | 22   | 7     | +15  |
| Bulgaria             | 5   | 5   | 0  | 0   | 100%   | 194  | 5     | +189 |
| Burundi              | 1   | 1   | 0  | 0   | 100%   | 50   | 0     | +50  |
| Canada               | 11  | 8   | 0  | 3   | 72.73% | 155  | 148   | +7   |
| Cile                 | 4   | 2   | 0  | 2   | 50%    | 83   | 58    | +25  |
| Cina                 | 1   | 0   | 0  | 1   | 0%     | 12   | 17    | -5   |
| Cipro                | 1   | 1   | 0  | 0   | 100%   | 24   | 0     | +24  |
| Colombia             | 1   | 1   | 0  | 0   | 100%   | 47   | 19    | +28  |
| Corea del Sud        | 2   | 2   | 0  | 0   | 100%   | 47   | 40    | +7   |
| Croazia              | 12  | 9   | 0  | 3   | 75%    | 329  | 89    | +240 |
| Danimarca            | 5   | 5   | 0  | 0   | 100%   | 190  | 24    | +166 |
| Figi                 | 4   | 0   | 0  | 4   | 0%     | 18   | 178   | -160 |
| Francia              | 49  | 11  | 0  | 38  | 22.45% | 458  | 1114  | -656 |
| Galles               | 18  | 5   | 0  | 13  | 27.78% | 259  | 365   | -106 |
| Georgia              | 32  | 17  | 1  | 14  | 53.13% | 470  | 476   | -6   |
| Germania             | 37  | 12  | 3  | 22  | 32.43% | 523  | 700   | -177 |
| Giamaica             | 1   | 1   | 0  | 0   | 100%   | 51   | 14    | +37  |
| Giappone             | 4   | 2   | 0  | 2   | 50%    | 69   | 78    | -9   |
| Golfo arabo          | 1   | 1   | 0  | 0   | 100%   | 42   | 7     | +35  |
| Hong Kong            | 7   | 1   | 0  | 6   | 14.29% | 72   | 120   | -48  |
| Inghilterra          | 15  | 2   | 0  | 13  | 13.33% | 112  | 407   | -295 |
| Irlanda              | 12  | 3   | 0  | 9   | 25%    | 142  | 297   | -155 |
| Israele              | 2   | 2   | 0  | 0   | 100%   | 92   | 14    | +78  |
| Kenya                | 9   | 6   | 0  | 3   | 66.67% | 145  | 152   | -7   |
| Lettonia             | 2   | 2   | 0  | 0   | 100%   | 50   | 5     | +45  |
| Lituania             | 13  | 9   | 1  | 3   | 69.23% | 309  | 150   | +159 |
| Lussemburgo          | 3   | 3   | 0  | 0   | 100%   | 141  | 0     | +141 |
| Malta                | 2   | 2   | 0  | 0   | 100%   | 42   | 5     | +37  |
| Marocco              | 3   | 1   | 0  | 2   | 33.33% | 17   | 33    | -16  |
| Moldavia             | 7   | 6   | 1  | 0   | 85.71% | 141  | 86    | +55  |
| Monaco               | 1   | 1   | 0  | 0   | 100%   | 40   | 0     | +40  |
| Namibia              | 3   | 1   | 0  | 2   | 33.33% | 40   | 66    | -26  |
| Nuova Zelanda        | 9   | 0   | 0  | 9   | 0%     | 45   | 376   | -331 |
| Paesi Bassi          | 11  | 7   | 0  | 4   | 63.64% | 272  | 100   | +172 |
| Papua Nuova Guinea   | 2   | 2   | 0  | 0   | 100%   | 59   | 31    | +28  |
| Paraguay             | 2   | 2   | 0  | 0   | 100%   | 92   | 34    | +58  |
| Polonia              | 18  | 16  | 1  | 1   | 88.89% | 449  | 151   | +298 |
| Portogallo           | 43  | 12  | 2  | 29  | 27.91% | 506  | 888   | -382 |
| Regno Unito          | 2   | 1   | 1  | 0   | 50%    | 43   | 50    | -7   |
| Rep. Ceca            | 4   | 4   | 0  | 0   | 100%   | 91   | 43    | +48  |
| Romania              | 19  | 12  | 1  | 6   | 63.16% | 379  | 213   | +166 |
| Russia               | 27  | 4   | 0  | 23  | 14.81% | 292  | 594   | -302 |
| Samoa                | 9   | 1   | 8  | 0   | 11.11% | 56   | 311   | -255 |
| Samoa Americane      | 1   | 1   | 0  | 0   | 100%   | 31   | 12    | +19  |
| Scozia               | 10  | 1   | 0  | 9   | 10%    | 125  | 224   | -99  |
| Serbia               | 3   | 3   | 0  | 0   | 100%   | 117  | 0     | +117 |
| Slovacchia           | 2   | 2   | 0  | 0   | 100%   | 97   | 0     | +97  |
| Spagna               | 37  | 13  | 1  | 23  | 35.14% | 448  | 732   | -284 |
| Sri Lanka            | 1   | 1   | 0  | 0   | 100%   | 28   | 4     | +24  |
| Stati Uniti          | 3   | 2   | 0  | 1   | 66.67% | 39   | 36    | +3   |
| Sudafrica            | 4   | 0   | 0  | 4   | 0%     | 52   | 123   | -71  |
| Svezia               | 4   | 4   | 0  | 0   | 100%   | 122  | 40    | +82  |
| Svizzera             | 4   | 4   | 0  | 0   | 100%   | 141  | 22    | +119 |
| Taiwan               | 5   | 3   | 0  | 2   | 60%    | 145  | 87    | +58  |
| Thailandia           | 3   | 2   | 0  | 1   | 66.67% | 117  | 33    | +84  |
| Tonga                | 9   | 2   | 0  | 7   | 22.22% | 137  | 258   | -121 |
| Tunisia              | 3   | 2   | 0  | 1   | 66.67% | 65   | 31    | +34  |
| Ucraina              | 17  | 15  | 0  | 2   | 88.24% | 344  | 199   | +145 |
| Uganda               | 2   | 0   | 0  | 2   | 0%     | 29   | 43    | -14  |
| Ungheria             | 6   | 6   | 0  | 0   | 100%   | 280  | 0     | +280 |
| Uruguay              | 1   | 0   | 0  | 1   | 0%     | 0    | 29    | -29  |
| Zambia               | 3   | 1   | 0  | 2   | 33.33% | 18   | 79    | -61  |
| Zimbabwe             | 2   | 0   | 0  | 2   | 0%     | 52   | 24    | +28  |
| Totale               | 576 | 268 | 20 | 288 | 46.53% | 9858 | 10133 | -275 |